# Dragute
Dragute, também chamado Dragute Arrais (em turco: Turgut Reis; Karatoprak, 1485 — Malta, 23 de junho de 1565) foi um corsário e almirante otomano.

## Vida
Foi um muçulmano comandante naval otomano, governador e nobre turco ou de ascendência grega. Sob seu comando, o poder marítimo do Império Otomano foi estendido pelo norte da África. Reconhecido por seu gênio militar, e como um dos "mais perigosos" dos corsários, Dragut foi referido como "o maior guerreiro pirata de todos os tempos", "sem dúvida o mais capaz de todos os líderes turcos" e "o rei sem coroa do Mediterrâneo". Ele foi descrito por um almirante francês como "Um mapa vivo do Mediterrâneo, hábil o suficiente em terra para ser comparado aos melhores generais da época. Ninguém era mais digno do que ele de levar o nome de rei".
Além de servir como Almirante e Corsário na Marinha do Império Otomano sob Solimão, o Magnífico, Dragut também foi nomeado Bey de Argel e Djerba, Beylerbey do Mediterrâneo, bem como Bey, e posteriormente Paxá de Trípoli. Enquanto servia como Paxá de Trípoli, Dragut construiu grandes feitos na cidade, tornando-a uma das mais impressionantes de se ver em toda a costa norte da África.